# متعددة الأقسام
متعددة الأقسام أو رتبة بزليزونييدا ذوات الألف رجل (الاسم العلمي: Polyzoniida)، هي رتبة دويبات من ألفية الأرجل وطويئفة ضيقة الفك تحتوي على ثلاث فصائل وما لا يقل عن 74 نوعًا موصوفًا.